# Verch-Nejvinskij
Verch-Nejvinskij (ryska: Верх-Нейвинский) är en ort i Sverdlovsk oblast i Ryssland. Folkmängden uppgår till cirka 5 000 invånare.